# Brownie (folclore)

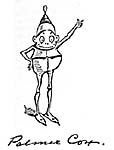
Representação de um brownie.

Duende ou espírito doméstico do folclore da Inglaterra e Escócia, o brownie habita casas de família, onde executa labores domésticos enquanto seus habitantes dormem. Tais tarefas são feitas em troca de presentes entre os quais laticínios, sua comida preferida. Se oferecido pagamento ou roupas, o brownie, ofendido, abandona a casa. 
Os brownies são descritos como homenzinhos de pele amarronzada. São mais ouvidos do que vistos. De espirito prestativo e benéfico, podem se tornar malignos se contrariados. 
Espíritos domésticos que agem à maneira dos brownies também são encontrados em outras culturas, como por exemplo o tomte finlandês, o Heinzelmännchen alemão e o domovoi russo. 
A palavra portuguesa duende se origina do español dueño de casa (dono de casa) e exprime um conceito semelhante.

## Cultura popular
- Na cultura moderna é comum dizer que o brownie se transforma em um Bicho-Papão
- O brownie Tibério aparece na série de livros As Crônicas de Spiderwick de Holly Black
- Os elfos domésticos da série Harry Potter de J. K. Rowling  foram baseados nos brownies. As Criaturas no conto O Sapateiro e os Elfos podem ser Brownies.
- Na série de livros de A guerra dos Fae de Elle Casey os brownies são mostrados com seres amigáveis que adoram chocolate.
- No jogo Eldarya, os personagens Yhkar e Mery são brownies.